# Kateřina Švédská (svatá)
Svatá Kateřina Švédská, též zvaná Kateřina z Vadsteny (1332 – 24. března 1381 Vadstena) byla švédská abatyše, dcera svaté Brigity.

## Život
Narodila se roku 1332 do dobře situované rodiny, provdala se za šlechtice Edgara a oba manželé se rozhodli žít ve zdrženlivosti. Roku 1348 odešla Kateřina za svou matkou do Říma odkud podnikala náboženské poutě, rozjímala, vyučovala děti a pečovala o nemocné. Po smrti manžela i matky se v roce 1373 vrátila do Švédska s matčinou pozůstalostí. Stala se řeholní představenou brigitinek ve Vadsteně. Zemřela v pověsti svatosti 24. března 1381. Je jí připisováno autorství spisu Útěcha duše (středověkou švédštinou Siælinna tröst), jehož dochovaná kopie pochází z roku 1407.